# Liquidambar yunnanensis
Liquidambar yunnanensis är en tvåhjärtbladig växtart som först beskrevs av Alfred Rehder och E.H.Wilson, och fick sitt nu gällande namn av Ickert-bond och J.Wen. Liquidambar yunnanensis ingår i släktet Liquidambar och familjen Altingiaceae. Inga underarter finns listade i Catalogue of Life.